# Liste der Monuments historiques in La Chapelle-du-Châtelard
Die Liste der Monuments historiques in La Chapelle-du-Châtelard führt die Monuments historiques in der französischen Gemeinde La Chapelle-du-Châtelard auf.

## Liste der Bauwerke
| Bezeichnung                    | Beschreibung                  | Standort | Kennzeichnung | Schutzstatus | Datum | Bild           |
| ------------------------------ | ----------------------------- | -------- | ------------- | ------------ | ----- | -------------- |
| Kapelle Notre-Dame-de-Beaumont | Erbaut im 14./15. Jahrhundert | (Lage)   | PA00116364    | Inscrit      | 1979  | weitere Bilder |

## Liste der Objekte
- Monuments historiques (Objekte) in La Chapelle-du-Châtelard in der Base Palissy des französischen Kultusministeriums